# Symphyotrichum ontarionis
Symphyotrichum ontarionis là một loài thực vật có hoa trong họ Cúc. Loài này được (Wiegand) G.L.Nesom miêu tả khoa học đầu tiên.